# 한국 애니메이션의 역사
한국 애니메이션의 역사는 일본과 미국의 캐릭터가 업계를 지배하면서 시작되었다. 최초의 사운드 애니메이션 캐릭터는 1936년에 만들어졌다. 1948년 평양에 한국 최초의 애니메이션 스튜디오가 문을 열었다. 최초의 장편 애니메이션 캐릭터는 1967년에 등장했다. 아기공룡 둘리는 1987년 캐릭터 시장에 혁명을 일으켰다.
한국 애니메이션은 그 역사가 다른 국가들에 비해 상대적으로 짧지만, 꾸준한 발전을 거쳐 현재에 이르고 있다. 한국 애니메이션은 주로 일본과 미국의 영향을 받으며, 독자적인 스타일과 특색을 가지고 있다. 다음은 한국 애니메이션의 주요한 시기와 특징들을 설명한다.
1. 초기 단계 (1960년대-1970년대): 한국 애니메이션의 초기 단계는 주로 교육용 애니메이션과 광고 애니메이션으로 이루어져 있었다. 이 당시 한국은 애니메이션 제작에 필요한 기술과 인프라가 부족하여 외국 작품을 수입해 상영하는 것이 일반적이었다.
2. 개인 스튜디오의 등장 (1980년대): 1980년대에는 개인 애니메이션 스튜디오들이 출현하면서 한국 애니메이션의 발전이 시작되었다. 대표적인 예로는 남궁성의 '황금검의 대모험' 등이 있다. 이 단계에서는 주로 외주 작업을 수행하거나 국내에서 제작한 작품들이 극히 일부 선보였다.
3. 상업적 성공과 문화적 성장 (1990년대-2000년대 초): 1990년대부터 한국 애니메이션은 상업적으로 성공한 작품들이 등장하며 점차 국내에서도 관심을 받게 되었다. 이때 등장한 대표적인 애니메이션은 '미래소년 코난', '추억의 명탐정 홍길동' 등이다. 또한, 한국 정부의 지원 정책과 국내 애니메이션 제작사들의 노력으로 애니메이션 산업이 성장하였고, 대중적인 인기를 얻게 되었다.
4. 새로운 장르의 시도와 글로벌 진출 (2000년대 후반-현재): 2000년대 후반부터는 한국 애니메이션에서 다양한 장르와 주제가 시도되었다. 특히, TV 시리즈 애니메이션에서는 드라마틱하고 현실적인 이야기들이 주목받는다.

## 역사

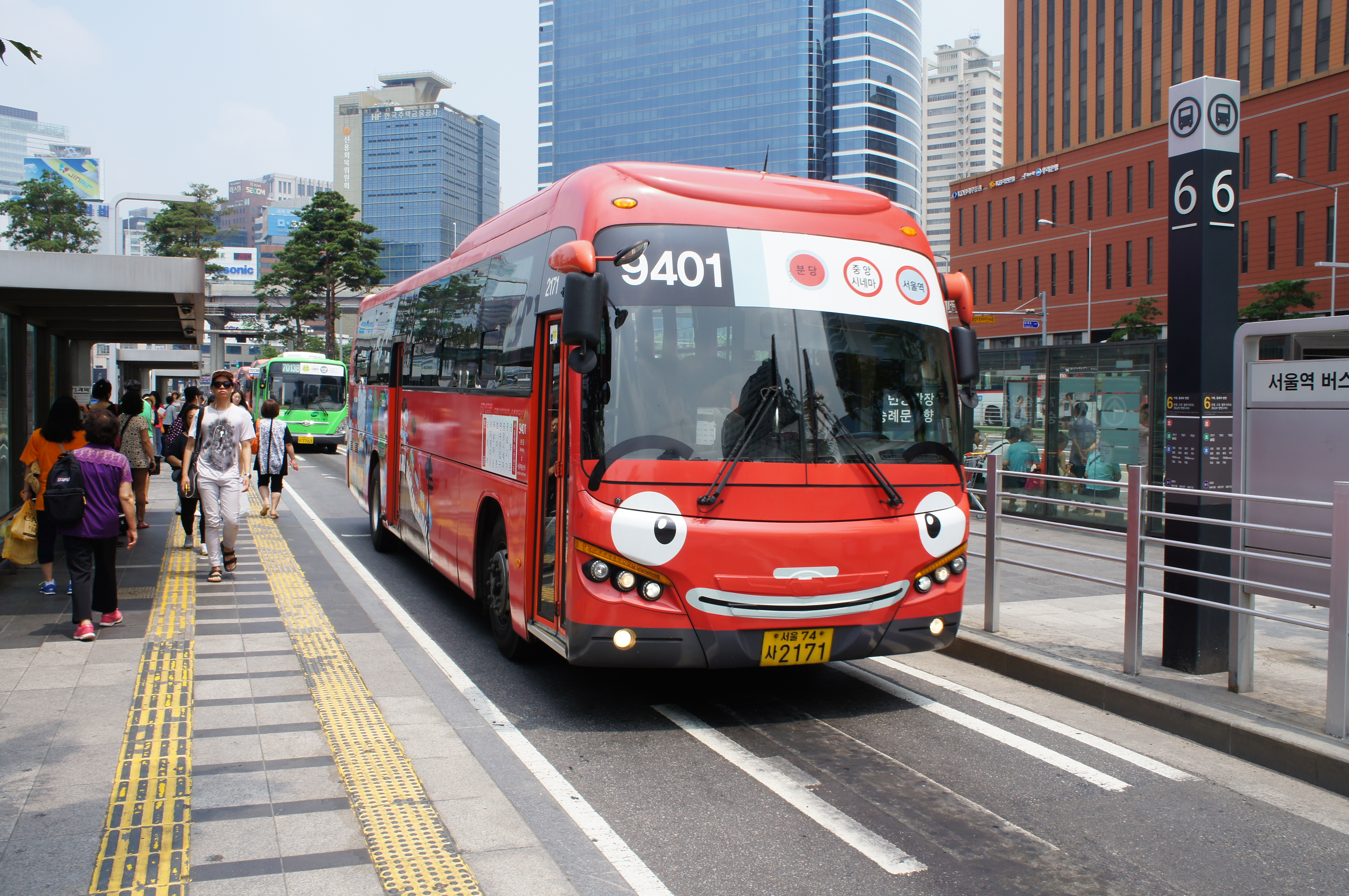
타요버스 '가니'

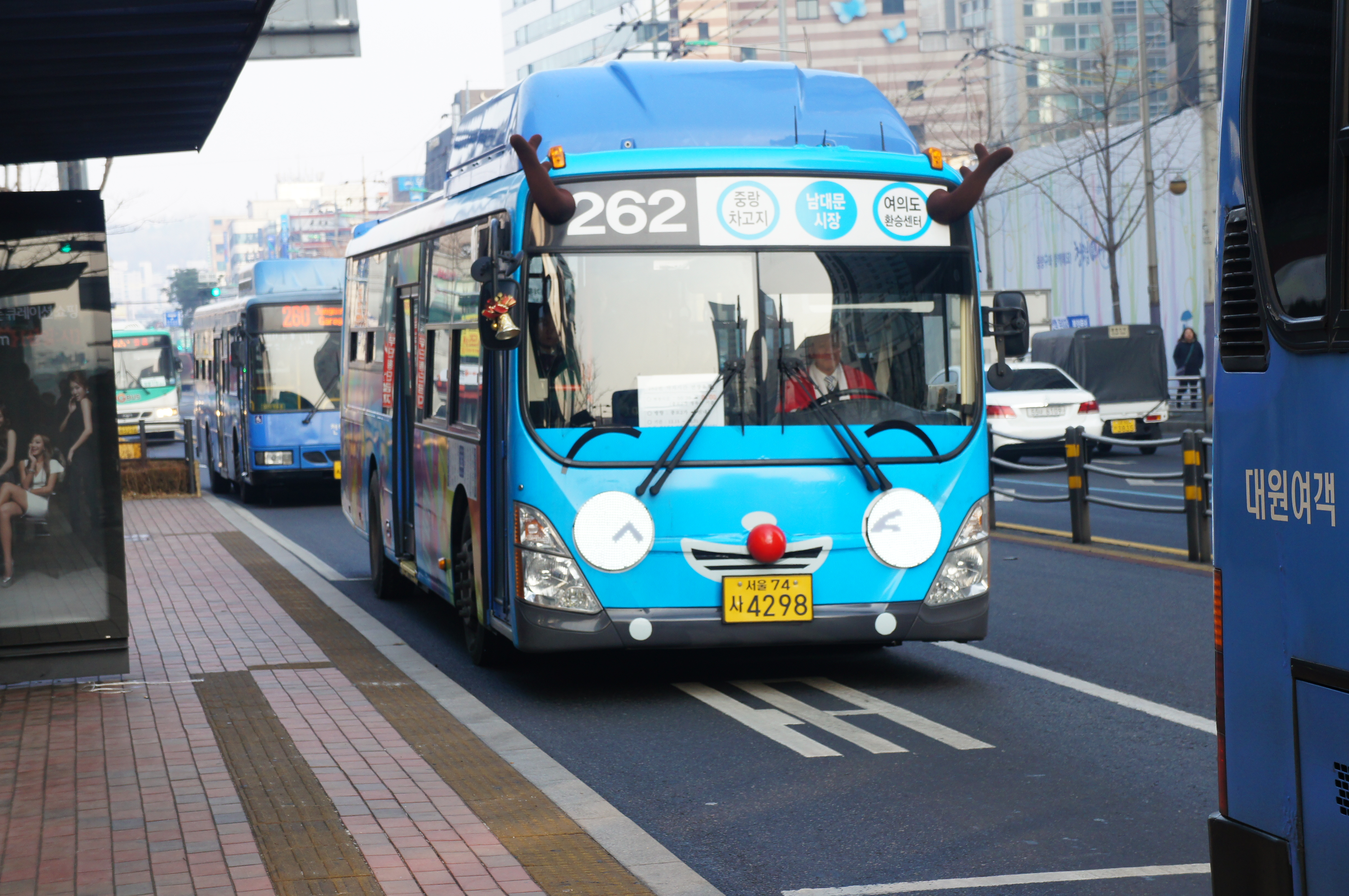
타요 버스 '루돌프'

기록에 따르면 최초의 유성 애니메이션 캐릭터는 1936년에 만들어진 '개꿈'이었다. 남북분단 이전인 1948년 평양애니메이션학원이 문을 열었다.

### 대한민국
1960년대 이전 한국의 애니메이션은 상업 광고용으로만 존재했다. 신동훈과 그의 제자 넬슨 신은 이 시기의 주요 애니메이터로 정치적 상황과 애니메이션 학교의 부족으로 인해 제한된 기술을 사용한다.
첫 장편 애니메이션, Hong Gil-dong (1967 film) (홍길동)은 세기회사에서 제작하고 1967년 신동헌이 애니메이션화한 작품이다. 신 감독은 또 다른 애니메이션 영화인 호피와 차돌바위 (1967)를 만들었지만 같은 성공을 거두지 못하자 애니메이션을 그만 두었다.
1987년 아기공룡 둘리는 6부작 TV 쇼로 처음 방영되었으며, 1988년에 또 다른 7부작이 방영되었다. 이듬해에는 애니메이션 영화 ' 아기공룡 둘리 '가 개봉했다. 아기공룡 둘리 출시 이후 30년 동안 관련 시장은 연간 20~30억 원 (2018년 7월 기준 약 170~270만 달러)의 매출을 올렸다.
2003년 EBS 에서 방영된 꼬마 펭귄 뽀로로 (뽀롱뽀롱 뽀로로)는 한국 애니메이션의 새로운 대표 캐릭터가 되었다. 뽀로로는 전 세계 127개국에 방영됐으며 국내 애니메이션 최초로 월트 디즈니 애니메이션 스튜디오 와 직접 계약을 맺었다.
2015년 현재 또봇 (변신자동차 또봇), 라바, 꼬마버스 타요 등 많은 국산 애니메이션이 인기를 끌고 있다.
애니메이션 라바는 100억 기록했다. 또한 꼬마버스 타요와 같은 국내 캐릭터들도 어린 아이들의 후원으로 상당한 매출을 올리고 있다.

### 북한
SEK Studio (북한의 주요 애니메이션 제작사)는 현지 제작 외에도 이탈리아, 스페인, 프랑스, 중국, 러시아, 일본 및 간접적으로 미국의 해외 고객에게 애니메이션 서비스를 제공하고 있다.
북한의 애니메이션은 주로 국가의 이념과 가치를 전파하고 교육적인 목적을 가지며 제작되는 특징을 가지고 있다. 다음은 북한 애니메이션에 대한 소개이다.
1. 주요 테마: 북한 애니메이션은 대부분 사회주의 및 공산주의 이념을 강조하고 국가의 정치, 사회, 문화, 군사 등 다양한 측면을 다룬다. 주요 테마로는 혁명, 노동자의 열정, 자력갱생, 적의 근원을 파괴하는 등이 있으며, 독립운동과 항일운동도 다루는 경우가 있다.
2. 그래픽 스타일: 북한 애니메이션은 일반적으로 일본 애니메이션과는 다른 그래픽 스타일을 가지고 있다. 선이 두꺼워 특유의 굵은 느낌이 있으며, 인체나 배경은 상대적으로 단순하게 그려진다. 색상은 밝고 강렬하며, 국가적인 상징색인 붉은색과 푸른색이 자주 사용된다.

## 캐릭터 제작 방식의 전환
1980~1990년대에는 만화책의 인기가 주를 이루면서 만화 캐릭터가 확대되었다.
2000년에서 2010년 사이에 플래시 캐릭터는 제작을 용이하게 했기 때문에 한국에서 널리 보급되었다.
10년 후, 3D 애니메이션은 주로 3D STUDIO MAX 또는 MAYA 소프트웨어 로 제작되었다.